# Aeropuerto de Gelendzhik
El Aeropuerto de Gelendzhik (del ruso: Аэропорт Геленджик) es un aeropuerto situado en el oeste de la ciudad-balneario de Gelendzhik, en el krai de Krasnodar de Rusia. Se halla en el área del cabo Tonki. 
Es operado por la compañía Basel Aero, filial de la compañía Basic Element. Tras su reconstrucción comenzó de nuevo a operar el 29 de mayo de 2010, es capaz de aceptar los aviones A320, B757, B767, Tu-154, Tu-204, IL-76 y análogos, así como helicópteros de todos los tipos.
En Gelendzhik funciona también el hidroaeropuerto.

## Historia
En tiempos soviéticos el aeropuerto recibía aviones de los tipos An-24, An-26 y análogos, así como helicópteros. Se utilizaba por líneas aéreas locales. Las dimensiones de la primera pista de aterrizaje eran 1500 x 40 m. En la década de 1980 servía hasta 34 vuelos diarios. En la siguiente década el tráfico de pasajeros disminuyó notablemente (en el año 2000 había un único vuelo diario), de modo que desde 2004 el aeropuerto no operaba. Ese año se decidió reformar completamente el aeropuerto, con un proyecto que preve la construcción de un nuevo complejo aeroportuario y una nueva pista de aterrizaje (01/19) de unas dimensiones 3100 х 45 m, de modo que el aeropuerto puede aceptar a los aviones de la producción extranjera de los tipos Boeing y Airbus, y los modelos rusos de los tipos Tu-154, Yak-42, Tu-204. La capacidad de tráfico del aeródromo debe soportar 8 operaciones de despegue y aterrizaje por hora. 
El fin de la reconstrucción se planeaba para el año 2007. La parte del aeródromo estaba preparada en 2008, volando por primera vez en la nueva pista un Yak-42 de la compañía aérea Líneas Aéreas del Kubán el 25 de diciembre de 2008. Por el retraso en la construcción del complejo aeroportuario, se decidió abrir una estación temporal en el edificio que originalmente e destinará a la terminal de carga. El 29 de mayo de 2010 el aeropuerto reconstruido tuvo su primer vuelo regular (Aeroflot, vuelo SU705 Moscú-Gelendzhik, un Airbus A320 de matrícula VP-BWE "N. Rimski-Kórsakov"). La estación aeronáutica temporal acepta solamente vuelos interiores, su capacidad de tráfico es de 140 pasajeros por hora. La capacidad de tráfico del terminal básico de pasajeros deberá ser de 500 pasajeros por hora en cuanto a los vuelos interiores y de 100 pasajeros por hora en los internacionales. Se planea su finalización para 2013-2014.

## Aerolíneas y destinos
En el aeropuerto trajan las siguientes compañías aéreas:
| Aerolíneas            | Destinos                                             |
| --------------------- | ---------------------------------------------------- |
| Aeroflot              | Estacional: Moscú–Sheremetyevo                       |
| IrAero                | Estacional: Irkutsk, Omsk                            |
| Pobeda                | Estacional: Moscú-Vnukovo                            |
| Rossiya               | Estacional: San Petersburgo                          |
| RusLine               | Estacional: San Petersburgo                          |
| S7 Airlines           | Moscú–Domodedovo Estacional: Novosibirsk             |
| Severstal Air Company | Estacional: Cherepovets                              |
| Ural Airlines         | Estacional: Moscú–Domodedovo, Ekaterimburgo          |
| Utair                 | Estacional: Moscú-Vnukovo, Surgut                    |
| UVT Aero              | Moscú–Domodedovo Estacional: Chelyabinsk, Kazán, Ufá |
| Yamal Airlines        | Estacional: Tiumén                                   |